# Wiesław Koszela (koszykarz)
Wiesław Koszela (ur. 1957) – polski koszykarz występujący na pozycji skrzydłowego, wielokrotny medalista mistrzostw Polski.

## Osiągnięcia
Drużynowe
- Wicemistrz Polski (1979)
- Brązowy medalista mistrzostw Polski (1976, 1977)
- Awans do najwyższej klasy rozgrywkowej (1983)